# Liste von Kriegen und Schlachten im Altertum
In dieser noch unvollständigen Liste der Kriege und Schlachten des Altertums sind Kriege und Schlachten im Zeitraum des Altertums  aufgeführt. Die Liste ist eine Teilliste der Liste von Schlachten und aus dieser ausgegliedert. Schlachten dieses Zeitraums, die der griechisch-römischen Antike zugeordnet werden können, sollten in der separaten Liste von Kriegen und Schlachten in der Antike eingeordnet werden, Schlachten, die in China stattgefunden haben, der Liste von Kriegen und Schlachten im alten China. Schlachten, die nicht diesem Zeitraum zugeordnet werden können, sollten in der Liste für den entsprechenden Zeitraum erfasst werden.
| Datum                | Schlachtname                       | Ort                                  | Anmerkungen                                                                                         |
| -------------------- | ---------------------------------- | ------------------------------------ | --------------------------------------------------------------------------------------------------- |
| 25. Jh. v. Chr.      | Lagaš-Umma-Krieg                   | Südmesopotamien                      | Lagaš besiegt Umma                                                                                  |
| 23. Jh. v. Chr.      | Akkad-Nagar und Akkad-Ebla-Krieg   | Nordmesopotamien/Nordsyrien          | Akkad (Sargoniden) besiegt Ebla und Nagar                                                           |
| 1759 v. Chr.         | Babylon-Mari-Krieg                 | Nordsyrien                           | Babylon (Hammurapi I.) beendet Vorherrschaft der Amurriter                                          |
| 1457 v. Chr.         | Schlacht bei Megiddo               | Syrien                               | Ägypten besiegt Syrer                                                                               |
| 1274 v. Chr.         | Schlacht bei Qadeš                 | Syrien                               | Ägypten gegen Hethiter                                                                              |
| 1271 v. Chr.         | Schlacht von Dapur                 | Syrien                               | Ägypten gegen Hethiter                                                                              |
| 1250 ± 50 v. Chr.    | Schlachtfeld im Tollensetal        | Deutschland (Mecklenburg-Vorpommern) | bislang größte nachgewiesene Schlacht der nordeuropäischen Bronzezeit (ca. 4000 beteiligte Krieger) |
| 1208 v. Chr.         | Schlacht im Libyerkrieg Merenptahs | Ägypten                              | Ägypten besiegt Libyer und verbündete Truppen der sog. Seevölker                                    |
| 1114 v. Chr.         | Schlacht am Berg Kaschiari         | Tur Abdin                            | Assyrisches Reich besiegt die Muški                                                                 |
| 853 v. Chr.          | Schlacht von Qarqar                | Syrien                               | Assyrisches Reich gegen syrische Koalition                                                          |
| 733 v. Chr.          | Syrisch-Ephraimitischer Krieg      | Syrien/Palästina                     | Assyrisches Reich und Juda gegen Aram-Damaskus und Nordreich Israel                                 |
| 702 v. Chr.          | Schlacht bei El-Theke und Tamna    | Israel/Palästina                     | Assyrisches Reich besiegt Ägypten/Judäa                                                             |
| 607–605 v. Chr.      | Schlacht bei Karkemiš              | Syrien                               | Babylon besiegt Ägypten                                                                             |
| 585 v. Chr., 28. Mai | Schlacht am Halys                  | Kleinasien                           | Meder gegen Lydier                                                                                  |
| 541 v. Chr.          | Schlacht bei Pteria                | Kleinasien                           | Perser besiegen Lydier                                                                              |
| 541 v. Chr.          | Schlacht bei Thymbra               | Kleinasien                           | Perser besiegen Lydier                                                                              |
| 535 v. Chr.          | Schlacht von Alalia                | Korsika                              | Etrusker und Phönizier besiegen Phokaier                                                            |
| 525 v. Chr.          | Schlacht bei Pelusium              | Sinai                                | Perser besiegen Ägypter                                                                             |

Spätere Kriege sind in der Liste von Kriegen und Schlachten in der Antike zu suchen.